# Bohumil Kolář (kněz)
Bohumil Kolář (7. ledna 1924 Praha – 5. listopadu 2015 Praha) byl český katolický kněz, kanovník metropolitní kapituly u sv. Víta v Praze.

## Životopis
Narodil se jako druhé dítě manželů Bohumila a Anastásie Kolářových. Když mu bylo jedenáct, jeho matka zemřela na tuberkulózu. Základní vzdělání i gymnázium Bohumil Kolář získal v Praze. V roce 1942 začal studovat v Arcibiskupském semináři v Praze teologii. Po skončení druhé světové války (v roce 1945) v tehdejším Československu se opět otevřela fakulta teologie při Universitě Karlově a studenti pražského semináře pokračovali zde svá studia. Bohumil Kolář byl s dalšími adepty vybrán ke studiu do Říma. V roce 1948 dokončil studia v Římě, kde byl téhož roku vysvěcen na kněze. I přes těžkou poúnorovou situaci v ČSR se v létě 1948 vrátil do vlasti.
V roce 1949 se nenechal zastrašit a přečetl (jako mnoho jiných kněží) pastýřský list „Hlas biskupů a ordinářů věřícím v hodině velké zkoušky“, který kritizoval poměry nastoleného komunistického režimu. Zato byl vyslýchán a nato i poprvé odsouzen. V roce 1949 byl amnestován. V následujících letech vztah lidově demokratického státu a římskokatolické církve kulminoval až do otevřené perzekuce, věznění kněží a řeholníků, a dokonce i k několika popravám duchovních. Bohumil Kolář byl zatčen 23. srpna 1952. Vyšetřovací vazba v Brně trvala až do 25. června 1953, kdy Krajský soud v Ostravě vynesl rozsudek nad jedenáctičlennou skupinou „velezrádců“. Mezi odsouzenými byli i tři římskokatoličtí kněží: Bradna, Pilík a Kolář. Antonín Bradna byl odsouzen na 15 roků, Karel Pilík na 12 roků a Bohumil Kolář na 10 roků těžkého žaláře.
Převážnou dobu svého trestu prožil ve věznici Valdice, kde nezaznamenal jen hlad, útisk ze strany bachařů a zimu, ale taktéž přátelství mezi svými politickými spoluvězni (většinou kněží různých církví).

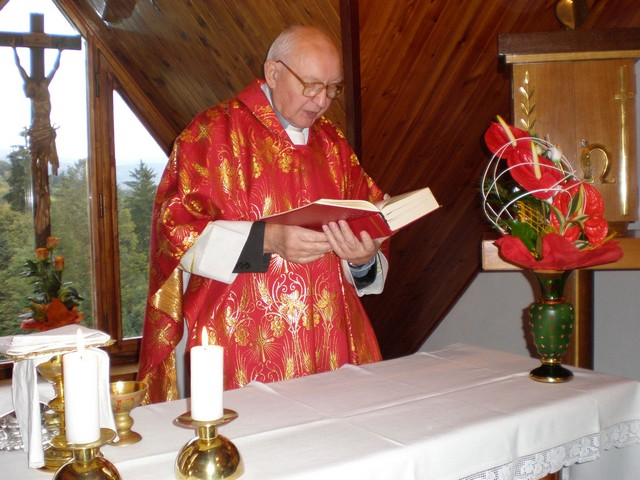
Mons. ThLic. Bohumil Kolář při bohoslužbě v Janských Lázních

Z Valdic byl propuštěn v květnu 1960. Do duchovní služby nastoupit nemohl, takže si našel zaměstnání ve firmě Řempo, kde pracoval až do roku 1968 jako skladník. Politické uvolnění v roce 1968 umožnilo Bohumilu Kolářovi návrat do kněžské služby v Roudnici nad Labem, kde působil až do roku 1991. O rok dříve byl povolán i na obnovenou teologickou fakultu, kde několik let vyučoval katechetiku a pedagogiku. Zároveň od roku 1990 působil po dobu pěti let jako spirituál pražského semináře.
Poté pomáhal téměř do své smrti v duchovní službě ve dvou farnostech v okolí Prahy a dával po celé republice exercicie seniorům a dalším lidem.